# Пустынный рябок
Пустынный рябок (лат. Pterocles senegallus) — вид птиц из семейства рябковых. Это некрупная птица (длина тела около 33 см), ведущая наземный образ жизни. Её ареал включает засушливые регионы Северной и Восточной Африки, а также Ближнего Востока и Азии, достигая северо-западных регионов Индии. Pterocles senegallus ведёт дневной образ жизни, собираясь небольшими стаями. Питаются семенами и другим растительным кормом, передвигаясь в поисках пищи по земле. Раз в день, на рассвете, летают к источнику воды, иногда за много километров. В сезон спаривания стаи разделяются на отдельные пары. Самки откладывают яйца в углубления каменистой почвы. Птенцы покидают гнёзда вскоре после того, как вылупятся, и питаются сухими зёрнами, при том что воду ещё не летающему постомству доставляют самцы, которые переносят её от источника, напитывая влагой свои брюшные перья.
Охранный статус пустынного рябка определяется Международным союзом охраны природы как «вызывающий наименьшие опасения».